# Paladin Energy
Pour les articles homonymes, voir Paladin (homonymie).
Paladin Energy  est une société minière de production d'uranium dont le siège se trouve à Perth en Australie-Occidentale.
Elle possède deux mines en Afrique : la Mine de Langer Heinrich en Namibie, et la Mine de Kayelekera au Malawi. Début février 2015, la mine de Kayelekera au Malawi est arrêtée en raison de la baisse du cours de l'uranium. La mine produisait 2% de l'extraction mondiale de l'uranium
Paladin Energy possède aussi des gisements en Australie.